# Bessatsu Shōnen Magazine
Bessatsu Shōnen Magazine (別冊少年マガジン?, Bessatsu Shōnen Magajin) è una rivista mensile di shōnen manga giapponese nata come spin-off della più famosa rivista shonen di casa Kōdansha, Weekly Shōnen Magazine. È in vendita dal 9 settembre 2009 con un numero stampato di copie di 60000, numero accresciuto soprattutto grazie al suo manga di punta, L'attacco dei giganti. A settembre 2013 la tiratura della rivista è pari a 170000 copie.

Nonostante sia una rivista di manga, pubblica anche la light novel Mahou Shoujo Web dal numero 2 del 2012 ed attualmente ancora in corso.

## Opere pubblicate
Di seguito sono riportati i manga pubblicati sulla rivista, con quelle in corso indicate con uno sfondo colorato.
| Titolo | Prima uscita | Ultima uscita | Autore                             |
| --- | ------------ | ------------- | ---------------------------------- |
| Arashi no densetsu (嵐の伝説?)                                                                                 | #10, 2009    | #11, 2011     | Shō Sato                           |
| Chōjin gakuen (超人学園?)                                                                                      | #10, 2009    | #01, 2013     | Yōsuke Kokuzawa                    |
| Dōbutsu no kuni (どうぶつの国?)                                                                                | #10, 2009    | #03, 2014     | Makoto Raiku                       |
| Hōrai girls (蓬莱ガールズ?)                                                                                    | #10, 2009    | #07, 2010     | Row Yamada                         |
| I fiori del male (惡の華?)                                                                                     | #10, 2009    | #06, 2014     | Shūzō Oshimi                       |
| Joshiraku (じょしらく?)                                                                                        | #10, 2009    | #10, 2013     | Kōji Kumeta, Yasu                  |
| Koi Shinobu (恋忍?)                                                                                            | #10, 2009    | #04, 2011     | Yoneko Takamoto                    |
| L'attacco dei giganti (進撃の巨人?, Shingeki no kyojin)                                                        | #10, 2009    | #05, 2021     | Hajime Isayama                     |
| Pochi (ポチ?)                                                                                                  | #10, 2009    | #04, 2010     | Maru Asakura                       |
| Poor Poor? (ぷあぷあ？?)                                                                                       | #10, 2009    | #12, 2012     | Tohiro Konno                       |
| Roman Sanjūsō (浪漫三重奏?)                                                                                    | #10, 2009    | #07, 2012     | Awabako                            |
| Sonna mirai wa uso de aru (そんな未来はウソである?)                                                            | #10, 2009    | #08, 2016     | Coharu Sakuraba                    |
| Tenshi no tobito (天使のトビト?)                                                                               | #10, 2009    | #05, 2010     | Takashi Kii                        |
| Vanilla Spider (バニラスパイダー?)                                                                             | #10, 2009    | #12, 2010     | Yōichi Abe                         |
| Wizardry Zeo (ウィザードリィZEO?)                                                                              | #10, 2009    | #04, 2011     | Renji Fukuhara, Keishi Iwahara     |
| Grigori (グリゴリ?)                                                                                            | #11, 2009    | #08, 2010     | Ryou Aruma, Uma                    |
| Mardock Scramble (マルドゥック・スクランブル?)                                                                 | #11, 2009    | #07, 2012     | Yoshitoki Ōishi, Tow Ubukata       |
| Suzunari! - Ayanashi jinkichi kibunroku (スズナリ！〜あやなし甚吉奇聞録〜?)                                    | #11, 2009    | #03, 2010     | Shouko Umine                       |
| Countrouble (カウントラブル?)                                                                                  | #12, 2009    | #12, 2012     | Akinori Nao                        |
| Sankarea (さんかれあ?)                                                                                         | #01, 2010    | #10, 2014     | Mitsuru Hattori                    |
| Mibu Gishiden (壬生義士伝?)                                                                                    | #02, 2010    | #03, 2012     | Takumi Nagayasu, Jirō Asada        |
| Kirikiri (キリキリ?)                                                                                           | #03, 2010    | #11, 2011     | Harukichi Azuma                    |
| Neko Ane. (ネコあね。?)                                                                                        | #04, 2010    | #02, 2013     | Ippei Nara                         |
| Loveplus Rinko Days (ラブプラスRinko Days?)                                                                    | #05, 2010    | #02, 2012     | Kōji Seo, Konami D.E.              |
| xxxHolic (×××HOLiC?)                                                                                           | #07, 2010    | #03, 2011     | CLAMP                              |
| Negiho (ネギほ?)                                                                                               | #10, 2010    | #12, 2011     | Yui, Ken Akamatsu                  |
| Kamisama no Iutōri (神様の言うとおり?)                                                                         | #03, 2011    | #12, 2012     | Akeji Fujimura, Muneyuki Kaneshiro |
| Gekitetsu no kokuwan (撃鉄の黒腕?)                                                                             | #04, 2011    | #06, 2012     | Yunika Shibata                     |
| Sweet Poolside (スイートプールサイド?)                                                                         | #05, 2011    | #08, 2011     | Shouko Umine                       |
| Ichiro heian! (一路平安！?)                                                                                    | #06, 2011    | #06, 2012     | Jin Kobayashi                      |
| Mitsu ami ko (みつあみこ?)                                                                                     | #10, 2011    | #04, 2013     | Mamoru Shirai                      |
| Macmillian kōkō joshi kōshiki yakyūbu (マックミラン高校女子硬式野球部?)                                        | #12, 2011    | #02, 2013     | Tatsurō Suga                       |
| Mujūryoku Communication (無重力コミュニケイション?)                                                            | #02, 2012    | #07, 2013     | Ken Ōjiba                          |
| AKB0048 - Uchuu de ichiban gachi na yatsu! (AKB0048 宇宙で一番ガチなヤツ!?)                                    | #03, 2012    | #11, 2012     | Kenta Oshizaka                     |
| Capriccio (カプリッチョ?)                                                                                      | #04, 2012    | #07, 2013     | Mukku Fujitani                     |
| Shingeki! Kyojin chūgakkō (進撃！巨人中学校?)                                                                  | #05, 2012    | #08, 2016     | Hajime Isayama, Saki Nakagawa      |
| Shinsekai yori (新世界より?)                                                                                   | #06, 2012    | #07, 2014     | Yusuke Kishi, Tooru Oikawa         |
| Slime-san to yūsha Kenkyūbu (スライムさんと勇者研究部?)                                                        | #07, 2012    | #03, 2014     | Yuu Abiko                          |
| Chaos Wizard to Akuma no Shimobe (カオス・ウィザードと悪魔のしもべ?)                                           | #08, 2012    | #08, 2013     | Alfred Yamamoto                    |
| Flying Witch (ふらいんぐうぃっち?)                                                                             | #09, 2012    | In corso      | Chihiro Ishizuka                   |
| Baby Worldend (ベイビー・ワールドエンド?)                                                                      | #10, 2012    | #11, 2013     | Atsunori Horiuchi                  |
| Half&Half (Half&half?)                                                                                         | #10, 2012    | #06, 2015     | Kouji Seo                          |
| Ixion Saga (イクシオン サーガ?)                                                                                | #11, 2012    | #06, 2013     | Yūsaku Komiyama, Capcom            |
| Diaboro no Soup (ディアボロのスープ?)                                                                          | #01, 2013    | #03, 2014     | Junpei Okazaki                     |
| Komori-chan wa yaruki no ase (こもりちゃんはヤる気を出せ?)                                                     | #01, 2013    | #08, 2014     | Tohiro Konno                       |
| Coulumb Fille (クーロンフィーユ?)                                                                              | #02, 2013    | #03, 2014     | Kumichi Yoshizuki                  |
| Kimi o mawashitai (君を回したい。?)                                                                            | #02, 2013    | #01, 2014     | Umeyama Tōko                       |
| Nemuri no fuchi (ネムリノフチ?)                                                                                | #03, 2013    | #01, 2014     | Ayumu Nakamura                     |
| Gringo 2061 (异邦人2061?)                                                                                      | #04, 2013    | #12, 2013     | Keisuke Noguchi                    |
| Seisen Cerberus: mō hitori no eiyū (聖戦ケルベロス~もう一人の英雄~?)                                           | #04, 2013    | #11, 2013     | Gree, Mabu, Seijurō Narumi         |
| Daidai wa, hantōmei ni nidonesuru (橙は、半透明に二度寝する?)                                                  | #05, 2013    | #12, 2015     | Yōichi Abe                         |
| Fujimi Lovers (不死身ラヴァーズ?)                                                                              | #05, 2013    | #03, 2014     | Yuna Takagi                        |
| Houkago Sword Club (放課後ソードクラブ?)                                                                       | #06, 2013    | #06, 2014     | Kouhei Nagashii                    |
| Shougi no Watanabe-kun (将棋の渡辺くん?)                                                                       | #06, 2013    | In corso      | Megumi Ina                         |
| D.D.D. (D.D.D. Devil Devised Departure?)                                                                       | #07, 2013    | #08, 2014     | Misen Tokugawa                     |
| Daisuki Imura-san (大好き吉村さん!?)                                                                           | #08, 2013    | #04, 2014     | Yoshimurayoku Sandaime             |
| The Heroic Legend of Arslan (アルスラーン戦記 Arslan Senki?)                                                   | #08, 2013    | In corso      | Hiromu Arakawa, Yoshiki Tanaka     |
| Mabinogi (マビノギ?)                                                                                           | #09, 2013    | #08, 2014     | Nexon, Masakari Torau              |
| Makkumiran no joshi nodamabu (マックミランの女子野球部?)                                                       | #10, 2013    | #02, 2014     | Masaya Takase                      |
| Nakamura Koedo to Daizu Keisuke wa umakuikanai (中村小江戸と大豆恵亮はうまくいかない?)                         | #10, 2013    | #04, 2015     | Masaya Takase                      |
| Maotometachi no Eden (魔乙女たちのエデン?)                                                                     | #11, 2013    | #07, 2014     | Hikaru Sugii, Shigi Shintani       |
| Abyss (アビス?)                                                                                                | #12, 2013    | #02, 2017     | Ryuuhaku Nagata                    |
| Tortoise Delivery (トータスデリバリー?)                                                                        | #12, 2013    | #09, 2014     | Aki Shimizu                        |
| Tomodachi game (トモダチゲーム?)                                                                               | #01, 2014    | In corso      | Yuuki Satou, Yuma Ando             |
| Sungeki no Kyojin (寸劇の巨人?)                                                                                | #01, 2014    | #05, 2015     | Hounori                            |
| Real Account (リアルアカウント?)                                                                               | #02, 2014    | #10, 2014     | Shizuka Watanabe, Okushou          |
| Shinjin quietta (真人キエッタ?)                                                                                | #03, 2014    | #12, 2014     | Jin Torikai                        |
| Ganbaru! Stalker (がんばる！ストーカー?)                                                                       | #04, 2014    | #09, 2015     | Itō Hiroaki                        |
| Carrier (CARRIER:キャリアー?)                                                                                  | #04, 2014    | #08, 2014     | Navar                              |
| BB.Hell (BB.HELL?)                                                                                             | #04, 2014    | #04, 2015     | Rei Watari                         |
| Naito Bocchi (ナイトぼっち?)                                                                                   | #05, 2014    | #05, 2015     | Yoshinori Matsuoka                 |
| Hyakunen Senki - Euro Historia (百年戦記 ユーロ・ヒストリア?)                                                  | #05, 2014    | #03, 2015     | Reika Abe, Capcom                  |
| Dansan Joshi (男三女四?)                                                                                       | #06, 2014    | #01, 2017     | Mizu Asato                         |
| Nekotan (ねこたん。?)                                                                                          | #06, 2014    | #08, 2016     | Tsuyoshi Ōhashi                    |
| FujiCue!!! 〜Fuji Cue's Music〜 (フジキュー!!!〜Fuji Cue's Music〜?)                                           | #06, 2014    | #06, 2016     | Sōichi Taguchi                     |
| To the Abandoned Sacred Beasts (かつて神だった獣たちへ?)                                                       | #07, 2014    | In corso      | Maybe                              |
| Chain Chronicle Crimson (チェインクロニクル クリムゾン?)                                                       | #07, 2014    | #08, 2015     | Jinpei Okazaki                     |
| Dry & Heavy (DRY & HEAVY?)                                                                                     | #08, 2014    | #05, 2015     | Yū Mashiko                         |
| Soredemo boku wa kimi ga suki (それでも僕は君が好き?)                                                          | #08, 2014    | #04, 2016     | Nao Emoto, Suu Itin                |
| Gakusen Toshi Asterisk - Queenveil no Tsubasa (学戦都市アスタリスク外伝 クインヴェールの翼?)                   | #09, 2014    | #10, 2016     | Yuu Miyazaki, Shou Akane           |
| Maoye! Nanatsu no Taizai Gakuen! (迷え!七つの大罪学園!?)                                                       | #09, 2014    | #11, 2016     | Juichi Kuugi, Nakaba Suzuki        |
| Tsurezure Children (徒然チルドレン?)                                                                           | #09, 2014    | #04, 2015     | Toshiya Wakibayashi                |
| Apollo ni sayonara (アポロにさよなら?)                                                                         | #10, 2014    | #07, 2015     | Aoi Michiyuki                      |
| Undead no Soul (アンデッドのソル?)                                                                             | #11, 2014    | #08, 2015     | Yuma Natsukawa                     |
| Warau Ishi (嗤う石?)                                                                                           | #12, 2014    | #02, 2016     | Keiichiro Arita                    |
| Happiness (ハピネス?)                                                                                          | #03, 2015    | #04, 2019     | Shuzo Oshimi                       |
| Persona Q: Shadow of the Labyrinth Side: P3 (ペルソナQ シャドウ オブ ザ ラビリンス Side:P3?)                   | #03, 2015    | #12, 2015     | Shū Tobita                         |
| Kanojo wa rokurokubi (彼女はろくろ首?)                                                                         | #04, 2015    | #01, 2017     | Nieki Zui                          |
| Sekitō (赤橙?)                                                                                                 | #05, 2015    | #06, 2016     | Ryō Ogawa                          |
| Change-R (CHANGE-R?)                                                                                           | #06, 2015    | #02, 2016     | Nito Ueno                          |
| Shinobu no Ban (忍のBAN?)                                                                                      | #07, 2015    | #03, 2016     | Yōsuke Kokuzawa                    |
| Bokura wa satsui biyori (ぼくらは殺意日和?)                                                                    | #07, 2015    | #06, 2016     | Tahi Saihate, Mitsuru Hattori      |
| Juliet in collegio (寄宿学校のジュリエット?, Kishuku gakkō no Jurietto)                                        | #08, 2015    | #07, 2017     | Yōsuke Kaneda                      |
| Daikousha Nagi (大攻者ナギ?)                                                                                   | #09, 2015    | #05, 2016     | Hironobu Katō                      |
| Shingeki no kyojin - Lost Girls (進撃の巨人 LOST GIRLS?)                                                       | #09, 2015    | #06, 2016     | Ryōsuke Fuji                       |
| Kin no tamago (金のタマゴ?)                                                                                    | #10, 2015    | #03, 2017     | Katsuwo                            |
| Joōheika no hokyū-sen (女王陛下の補給線?)                                                                      | #12, 2015    | #01, 2017     | Kawaguchi Takeshi                  |
| 29-Sai dokushin chūken bōken-sha no nichijō (29歳独身中堅冒険者の日常?)                                        | #02, 2016    | in corso      | Ippei Nara                         |
| Danganronpa Gaiden: Killer Killer (ダンガンロンパ害伝 キラーキラー?)                                           | #04, 2016    | #05, 2017     | Sasako Mitomo                      |
| Buster dress (BUSTER DRESS?)                                                                                   | #05, 2016    | #02, 2018     | Ryuichi Sadamatsu                  |
| Nioh: konjiki no samurai (仁王〜金色の侍〜?)                                                                   | #06, 2016    | #05, 2017     | Yosuke Katayama                    |
| I'm Standing on a Million Lives (100万の命の上に俺は立っている?, Hyakuman no inochi no ue ni ore wa tatte iru) | #07, 2016    | in corso      | Naoki Yamakawa, Akinari Nao        |
| Maō Sōnan Naka!!! (魔王遭難中!!!?)                                                                             | #07, 2016    | #10, 2017     | Marimo Tohda                       |
| Ryū Gūnotsukai (リュウグウノツカイ?)                                                                           | #08, 2016    | #04, 2017     | Susumu Hiroshi                     |
| Daten-shi idoru (堕イドル?)                                                                                    | #09, 2016    | #05, 2017     | Yamaguchi Aki, Gakukirio           |
| Doku atama (毒頭?)                                                                                             | #10, 2016    | #06, 2017     | Jūraku                             |
| Medako-san no koi suru shinryaku keikaku (メダ子さんの恋スル侵略計画?)                                         | #10, 2016    | #09, 2017     | Terada Taura                       |
| UQ Holder! (ユーキューホルダー!?)                                                                              | #11, 2016    | #1, 2022      | Ken Akamatsu                       |
| Shōrai-teki ni shindekure (将来的に死んでくれ?)                                                                | #11, 2016    | in corso      | Chihiro Nagato                     |
| Kumanishi bijutsubu rough sketch-senpai (熊西美術部らふすけ先輩?)                                              | #11, 2016    | #02, 2018     | Onio                               |
| 'Bounder: saikyou no shounen kou U (バウンダー〜最強の少年・項羽〜?)                                           | #12, 2016    | #08, 2017     | Ōyama Takumi                       |
| Araburu kisetsu no otome-domo yo (荒ぶる季節の乙女どもよ。?)                                                   | #01, 2017    | in corso      | Nao Emoto, Mari Okada              |
| Doragon zudoguma rivu aibusu (ドラゴンズドグマ リヴァイブス?)                                                  | #02, 2017    | #11, 2017     | Tashiro Yumiya                     |
| Eikō no gyaroppu (栄光のギャロップ?)                                                                           | #02, 2017    | #10, 2017     | Narumi Seijirō                     |
| Seishun kijinden! 240 Gakuen (青春奇人伝! 240学園?)                                                            | #03, 2017    | #12, 2018     | Shiba Mochi                        |
| Kimi ga shinu natsu ni (君が死ぬ夏に?)                                                                         | #04, 2017    | #08, 2018     | Ōshiba Ken                         |
| Gangking (GANGKING?)                                                                                           | #04, 2017    | #10, 2017     | Taiki Yanaiuchi                    |
| Sekai ka kanojo ka erabenai (世界か彼女か選べない?)                                                            | #05, 2017    | in corso      | Uchiyama Atsushi                   |
| Chibi dora! (ちびドラ!?)                                                                                       | #06, 2017    | #02, 2018     | Shuyu Miyamoto                     |
| Kagitsuki no alter (鉤月のオルタ?)                                                                             | #07, 2017    | #04, 2018     | Ryuu Asahi                         |
| Boku no kanojo wa saikōdesu! (僕の彼女は最高です!?)                                                            | #07, 2017    | in corso      | Iori, Takada, Takami               |
| Ijin gēmu!! (偉人ゲーム!!?)                                                                                    | #08, 2017    | #04, 2018     | Hiromasa Terui                     |
| Fate/Grand Order -turas réalta- (Fate/Grand Order -turas réalta-?)                                             | #09, 2017    | in corso      | Kawaguchi Takeshi                  |
| Arishia-san no daietto kuesuto (アリシアさんのダイエットクエスト?)                                             | #09, 2017    | #02, 2019     | Aoi Fujiwara                       |
| Akazukin no ōkami deshi (赤ずきんの狼弟子?)                                                                    | #10, 2017    | #01, 2019     | Kimaka Motegi                      |
| Tanoshī shima (たのしいたのししま?)                                                                            | #10, 2017    | #10, 2018     | Dai Oki                            |
| Tenju no kuni (テンジュの国?)                                                                                  | #11, 2017    | in corso      | Izumi Irie                         |
| Chōnōryoku shōjo mo te ni oenai! (超能力少女も手に負えない!?)                                                  | #12, 2017    | #10, 2018     | Rikito Nakamura                    |
| Akamatsu (あかまつ?)                                                                                           | #01, 2018    | #02, 2019     | Sakui Rubi                         |
| Boku wa satsujin-han, ikiru kachi shōmei shimasu (僕は殺人犯、生きる価値証明します?)                           | #04, 2018    | #06, 2018     | Sugiyama Toshihito                 |
| Tanzawa sudachi ga koko ni iru! (丹沢すだちが此処にイル!?)                                                     | #05, 2018    | in corso      | Gakubuchi Aiko                     |
| Jun to Kaoru (純とかおる?)                                                                                     | #06, 2018    | in corso      | Ni-eki zui                         |
| Attacco! A scuola coi giganti ( 進撃!巨人高校 〜青春!となりのマーレ学園〜?, Shingeki! Kyojin chūgakkō)         | #07, 2018    | #09, 2018     | Nakagawa Saki, Hajime Sasayama     |
| Mizu wa umi ni mukatte nagareru (水は海に向かって流れる?)                                                      | #09, 2018    | in corso      | Tajima Rettō                       |
| No gurimoa (赫のグリモア?)                                                                                     | #10, 2018    | in corso      | A-10                               |
| guno beru ~ moteru tame no 1000 no kagaku ~ (いぐのべる～モテるための1000の科学～?)                            | #12, 2018    | in corso      | Takada Katsura, Biki               |
| Gesokon tantei (ゲソコン探偵?)                                                                                 | #12, 2018    | in corso      | Hanabayashi Sora                   |
| Maō-sama no nukiuchi danjon shisatsu (魔王さまの抜き打ちダンジョン視察?)                                       | #01, 2019    | in corso      | Atsushi Tanokawa                   |
| Nīchan no otōto (兄ちゃんの弟?)                                                                                | #01, 2019    | in corso      | Sakuraba Koharu                    |
| Tōkyō yōhei kabushikigaisha (東京傭兵株式会社?)                                                                | #03, 2019    | in corso      | Uchida Yasuhira                    |
| FREAKS FREAK COMPANY (FREAKS FREAK COMPANY?)                                                                   | #04, 2019    | in corso      | Shiba Hazama Suguru                |
| Fairy gone (Fairy gone?)                                                                                       | #05, 2019    | in corso      | Fuji Ryosuke                       |
| Ni no kuni ~-kō no kōkei-sha to neko no ōji ~ (二ノ国 ～光の後継者と猫の王子～?)                               | #05, 2019    | in corso      | Kuse Ran                           |